# Thomandersia laurentii
Thomandersia laurentii är en tvåhjärtbladig växtart som beskrevs av De Wild.. Thomandersia laurentii ingår i släktet Thomandersia och familjen Thomandersiaceae. Inga underarter finns listade i Catalogue of Life.